# Partia Ludowo-Rewolucyjna
Partia Ludowo-Rewolucyjna (ros. Народно-Революционная Партия) – rosyjska konspiracyjna organizacja polityczna o charakterze antyniemieckim i antysowieckim podczas II wojny światowej
W kwietniu 1943 r. Nikołaj F. Szitz i Aleksandr I. Daniłow z polecenia przewodniczącego Narodowo-Ludowego Związku Rosyjskich Solidarystów (NTSNP) Wiktora M. Bajdałakowa przeprowadzili reorganizację grup organizacji w miastach okupowanej Ukrainy. Jej celem było utworzenie konspiracyjnego ugrupowania politycznego, które miało działać zarówno przeciwko Niemcom, jak i Sowietom. Miała ona stać się „trzecią siłą”.
W tym celu w okupowanym Charkowie powstała Partia Ludowo-Rewolucyjna. Dysponowano maszyną drukarską, dzięki czemu rozpoczęto wydawanie gazety i innych materiałów. Z powodu zbliżającej się Armii Czerwonej kierownictwo partii (ok. 12 osób) wraz z Niemcami ewakuowało się do Winnicy. Do późnego lata 1943 r. zdołano zorganizować terytorialne struktury partyjne w ok. 50 wsiach i miastach ukraińskich. Najsilniejsze były w Znamiance, Humaniu, Dniepropietrowsku, Kirowogradzie i Odessie. Na Krymie wśród miejscowej ludności muzułmańskiej struktury partii tworzył bośniacki działacz NTSNP Malik Mulić. W kozackich oddziałach wojskowych w służbie niemieckiej propagandę prowadzili inni działacze NTSNP Siergiej I. Biewad i Oleg S. Polakow. Dotarto też do władz tzw. Republiki Łokockiej. Starano się nawiązywać kontakty z leśnymi oddziałami partyzanckimi i sowieckim ruchem oporu w miastach, dostarczając im materiały propagandowe i wprowadzając do nich swoich ludzi. Działania takie prowadzili Borys J. Oksjuz, Mirosław A. Czipiżenko i Jurij F. Łucenko. W II poł. 1943 r. liczebność partii osiągnęła ponad 500 członków. Powstawały też grupy nawiązujące do programu Związku Ludowo-Rewolucyjnego, ale nie wchodzące w jego skład.
Konspiracyjna działalność partii zaczęła zwracać uwagę Niemców. W sierpniu Gestapo aresztowało w Humaniu B. Fomina, przewożącego ulotki partyjne. Wkrótce jednak wyszedł na wolność w wyniku interwencji Jewstafija I. Mamukowa. Z kolei w październiku w niewyjaśnionych okolicznościach zginął S.I. Biewad. Pod koniec 1943 r. kierownictwo partii przeniosło się do Odessy, a następnie do Lwowa. W obozach jenieckich dla czerwonoarmistów w Samborze, Rzeszowie i Stryju utworzono zakonspirowane grupy Związku Ludowo-Rewolucyjnego. Część członków partii pozostała we Wschodniej Ukrainie, po zajęciu jej przez Armię Czerwoną. Na pocz. 1944 r. A.I. Daniłow zgodził się na propozycję Niemców sformowania oddziału dywersyjnego, który po przeszkoleniu miał być przerzucony na tyły wojsk sowieckich. Jednakże po przybyciu członków partii do Rzeszowa na pocz. kwietnia tego roku, w sprawę wmieszało się Gestapo. Dzięki pomocy funkcjonariuszy Abwehry udało się kierownictwo partii przewieźć w okolice Krakowa, gdzie mieścił się obóz pracy „Mogiła”.
W czerwcu 2 członków partii (Fomin i Cyganow) w składzie oddziału zbrojnego Gieorgija J. Chomutowa przeszło linię frontu w celu prowadzenia walki partyzanckiej z Sowietami. Oddział został jednak wkrótce zniszczony. Z kolei w grudniu grupa złożona z młodych członków partii (Łucenko, Biełousow i Iwanow) i byłych jeńców wojennych – czerwonoarmistów została przez Niemców przerzucona samolotem za linię frontu, ale po wylądowaniu wpadła w zasadzkę SMIERSZa. Kolejna grupa (Manochina, Jakowlew, Ugriumow, bracia Sołowiewowie) była zrzucona na spadochronach na Słowacji. O jej losach brak jest informacji. Ostatecznie ocaleli działacze partii ewakuowali się do zachodnich Niemiec, gdzie doczekali końca wojny.